# Dresden
Dresden er en tysk storby og hovedstad i delstaten Sachsen. Den ligger i Elbens floddal mellem Berlin (160 km) og Prag (120 km)
Byen har en mangeårig historie som residens for Sachsens kurfyrster og konger. Den mest markante er "August den stærke", i hvis regeringstid (1694-1733) hovedstaden Dresden udviklede sig til en vigtig kulturby. De berømte bygningsværker Frauenkirche, Zwinger og Schloss Pillnitz blev opført af ham. Byen med Elben i forgrunden var et yndet motiv for malere som Bernardo Bellotto (kaldet Canaletto) og Johan Christian Clausen Dahl).
I slutningen af 2. verdenskrig blev flere bydele ødelagt under et kontroversielt bombardement af allierede styrker. Frauenkirche, byens vartegn, blev jævnet med jorden, men er lige som flere andre bygningsværker blevet genopført i original stil. Dresden har fået tilnavnet Elbflorenz, Elbens Firenze, formentlig pga. bykernen og de sydlandske omgivelser med vindyrkning på Elbens skråninger[kilde mangler].
Dresden har adskillige højere læreanstalter, har opera (Semperoper) og teatre og ligger også erhvervsmæssigt stærkt. Fx "Silicon Saxony", en symbiose af chipproducenter og lignende mikroelektronikvirksomheder (størst: AMD), samt forskningsinstitutioner og universiteter. De er med til at gøre Dresden til et af Mellemeuropas vigtigste industricentre.

## Historie
Allerede i Yngre stenalder opstod de første bosættelser i området. Rundgravanlæggene i bydelen Dresden-Nickern fra 5.årtusinder f.Kr. var de første monumentalebygninger i det nuværende byområde.
I Folkevandringstiden mellem 200 e.Kr. og 700 var bosætningerne i området for det meste kortvarige, så der kun efterladt få konkrete spor.
Den slaviske landsby Drezdany, som senere skulle blive til Dresden, grundlagdes i det 6. århundrede. Arkæologiske fund tyder på, at området allerede var beboet i stenalderen [kilde mangler].
Ca. 400 år senere erobredes området af tyske hære under kong Henrik I. Magtbasen var en borg i Meißen (opført 929) ca. 30 km nede ad Elben. Markgreven af Meißen opførte i det 12. århundrede en borg i Drezdany for at beskytte det vigtige vadested.
Få år senere blev vadestedet til en stenbro, og Dresden får købstadsrettigheder (nævnes første gang i 1206) og den første kirke "Zu Unsrer Lieben Frauen" (senere Frauenkirche) opføres.
Byens kirke, "Zu Unsrer Lieben Frauen", den senere Frauenkirche var med et undergørende Mariabillede tidligt et yndet pilgrimsmål.
Fra Markgraf Dietrich der Bedrängtes tid i Dresden, stammer de første købsstadsrettigheder fra 1206.
1216 blev den endnu eksisterende Kreuzschule grundlagt og de første faste broer over Elben blev bygget.

### Dresden får sin politiske betydning som residensby
I 1485 blev Dresden residensby for Sachsens kurfyrste, da to brødre arvede og delte landbesiddelserne fra herskerne i Meißen (Leipziger Teilung). Det indledte Dresdens opblomstring, og i 1547 blev byen hovedstad i Sachsen under Kurfürst Moritz, der anlagde moderne befæstningsanlæg og udviklede kulturelt, arkitektonisk og kunstmæssigt.
- 1618-1648 - I Trediveårskrigen blev Dresden aldrig plyndret eller ødelagt, men i 1632 døde halvdelen af befolkningen af pesten. Byen blev også sat tilbage i udvikling på grund af den økonomiske stagnation. Historien efter Trediveårskrigen er vekslende: De verdensberømte bygningsværker og parkanlæg blev bygget, men Dresden led ofte nød i de mange europæiske krige.
- 1685 blev Altdresden ødelagt af en altødelæggende brand; kun 23 af 357 huse stod tilbage
- 1689 - Med kurfyrsten Friedrich August I af Sachsen ("den stærke"), som 1697 også var konge af Polen, fik Dresden sin storhedstid. Hans rige var det næststørste i Europa, og Dresden var hovedstad for den saksisiske-polske union. August den stærke gjorde Dresden til en strålende barokby ved hjælp af Europas bedste arkitekter, og Dresden blev en vigtig kulturby.
- 1699 havde Dresden 21.298 indbyggere.
- 1745 - Efterhånden udviklede Sachsens nabo i nord Preussen sig til en aggressiv erobrings-stat, og 1745 blev Sachsen besejret af Preussen i slaget ved Kesseldorf. Sachsen måtte betale en million daler i løsepenge.
- 1756 under Syvårskrigen (1756–1763), rykkede Frederik den Store af Preussen den 9. september 1756 ind i Dresden og tog den ved Pirna indesluttede sächsische hær „til fange“.
- 1759 - Efter Slaget ved Kunersdorf den 12. august fortrængte de østrigske og russiske styrker først preusserne ud af Neustadt og tog den 4. september hele Dresden i besiddelse. Men de hårdeste lidelser traf byen da preusserne i juli 1760 uden held belejrede og bombede byen.
- 1768 blev Sachsen regeret af kurfyrst Friedrich August I af Sachsen (1750-1827), som lod sig krone. På grund af sin unge alder blev Sachsen indtil 1768 regeret af Frans Xaver af Sachsen. I hans regeringstid blev byen genopbygget og udvidet. Først 60 år efter Syvårskrigen var befolkningstallet igen på det samme niveau.
- 1806 blev Friedrich August I konge af Sachsen og og fik titlen Friedrich August II. Det nye kongerige med Dresden som hovedstad kom i 1806 til at indgå i Rhinforbundet .
- 1809 og 1829 blev byens befæstninger ødelagt på ordre fra Napoleon, og Dresden blev en åben by. Efter Frankrigs nederlag 1813 tabte Sachsen det meste af sin betydning. På grund af sin støtte til Napoleon blev kurfyrsten fængslet i Berlin. Han måtte afstå tre femtedele af sit rige til Preussen under Wienerkongressen 1815
- 1839 - I 1800-tallet blomstrede byens kultur og industri, og 1839 blev den første tyske toglinie åbnet mellem Dresden og Leipzig. Samtidig med sin voksende industri (bl.a. cigaretindustri), fortsatte byen som tysk kulturcentrum.

### Dresden bliver storby
- 1871-1910 - Efter den tyske rigsgrundlæggelse gennemgik Dresden omfattende udvidelser: Semperoperaen blev bygget 1878, Albertinum 1887, politihovedkvarteret 1899, broen Blaue Wunder 1893, kunstakademiet 1895, hovedbanegården 1898, parlamentsbygningen 1906 og det nye rådhus 1910.
- 1918 Den 13. november fratrådte den sidste konge af Sachsen, Friedrich August III, og Dresden blev hovedstad i fristaten Sachsen.

### Dresden i Det tredje rige
Friheden varede kun femten år til den nationalsocialistiske regering 1933 forbød alle tyske delstater at have selvstyre.
- 1945 - Den 13. og 14. februar 1945 under 2. verdenskrig blev Dresden udsat for et omfattende allieret luftbombardement (se Luftbombardementet af Dresden), hvis militære nytteværdi til stadighed er omstridt. Resultatet var en meget omfattende ødelæggelse af især den indre by (med bygningsværker som Frauenkirche og kunstgalleriet Zwinger) og med et stort antal civile ofre. Bombningen udslettede et område på 15 kvadratkilometer i den indre by, deriblandt 14.000 hjem, 72 skoler, 22 sygehuse, 19 kirker, 5 teatre, 50 bank- og forsikringsbygninger, 31 forretninger, 31 hoteller og 62 administrationsbygninger.

En historikerkommision (Dresdner Historikerkommision) har i 2008 dokumenteret 18.000 omkomne og angiver 25.000 som maksimalgrænse for antallet af dødsofre som følge af bombardementet. Andre og langt højere tal har været og bliver brugt i propagandaøjemed, f.eks. meldte Det Tredje Rige 200.000 omkomne samtidig med at politiet i Dresden regnede med ca. 25.000. Et af de punkter, der stadig diskuteres af historikere, er hvor mange flygtninge, der opholdt sig i Dresden under bombardementet. Historikerkommisionens undersøgelse udelukker, at der kan være omkommet mere end 10.000 flygtninge.

### 1945 til 1990
Allerede i 1945 blev arbejdet med at rense ruinerne påbegyndt, og i 1946 blev planerne for den første genopbygning præsenteret. Mange af de historiske bygninger er blevet restaureret.
I DDR-perioden blev store dele af resterne af den ødelagte by fjernet. Mange af Dresdens ruiner, derunder også resterne af den evangeliske kirke Sophienkirche, og de historiske huse blev fortløbende nedrevet eller sprængt. Det historiske bycentrum blev efterhånden igen bebygget med huse i den socialistiske stil.
Men man fornyede og rekonstruerede de historiske bygningsværker, blandt andre den tidligere Landtagsbygning Sächsisches Ständehaus (1946), broen Agustusbrücke (1949), Dresdner Kreuzkirche (1946-1955), barokbygningen Zwinger (1945-1863) kendt for sin fremragende kunstsamling, Katholische Hofkirche (indtil 1965), operahuset Semperoper (indtil 1985), museet Japanische Palais (indtil 1987) og begge de to store banegårde. Mange af disse genopbygninger var præget af DDR´s økonomiske situation, over årtier og genopbygningen blev derfor af og til afbrudt for en længere tid. Slottet Residenzschloss Dresden blev over mange år sikret og dele af den rekonstrueret (som staldgården Stallhof.) Først fra 1986 begyndte genopbygningen, der også varer i nutiden. Ruinerne af kirken Frauenkirche på Neumarkt er nu forblevet som mindesmærke for dem der mistede livet under det store bombeangreb den 13. februar 1945.
Mens pladserne Theaterplatz- og Schloßplatz 1990 blev genopbygget efter sit historiske forbillede, forblev Neumarkt ubebygget. Derimod er torvet Altmarkt præget af bygninger fra den Stalinistiske arkitektur som f.eks. Kulturpaladset).
Fra 1955 til 1958 blev en stor del af de af Sovjetunionen erobrede kunstskatte tilbagegivet, så mange af museerne under den Staatlichen Kunstsammlungen (De statslige kunstsamlinger i Dresden) kunne genåbnes i genopbyggede bygninger. De vigtigste orkestrer som f.eks. Staatskapelle spillede på reservespillesteder (som f.eks. i Kulturpalast fra 1969). Dele af kulturindretningerne blev flyttet fra den indre by til andre bydele.
- Dresden 1980 – Elbufer, venstre Brühlsche Terrasse
- Dresden 1985 – Ruinerne af slottet, til højre ses murrester fra Hotel Taschenbergpalais.
- Ruinerne af Dresdner Frauenkirche (oktober 1985).
- Helmut Kohl taler den 19. desember 1989 på Neumarkt, ved ruinerne af Frauenkirche.
- Det tidligere Centrum Warenhaus, indtil 2006 husede bygningen stormagasinet Karstad. I slutningen af 2006 blev bygningen nedrevet.
- Neustädter Markt omkring 1982.

Den, efter krigen, næsten intakte bydel Äußere Neustadt blev på grund af borgerprotester bevaret. I 1980erne var den lige ved at blive nedrevet grundet dårlig vedligeholdelse.
I bydelene Prohlis og Gorbitz opstod der i de ubebyggede landområder store boligkvarterer med etagehuse af betonelementer. Forstaden Johannstadt og andre områder i bymidten blev ligeledes bebygget med store betonblokke. I villakvartererne i Blasewitz, Striesen, Kleinzschachwitz, Loschwitz og Weißen Hirsch, blev husene overvejende bevaret.
Fra 1946 var det Sovjetiske 1. Gardepanserarmee og den 7. Panserdivision fra den Nationale Volksarmee stationeret i byen. Der har aldrig tidligere i fredstid været så mange soldater i Dresden som fra 1945 til 1990. Efter den tyske genforening blev alle tropper flyttet eller opløst.
Mellem den 30. september og den 5. oktober 1989 kørte der specialtog med flygtninge fra den tyske ambassade i Prag over Dresden og Plauen til Forbundsrepublikken. Særlig natten mellem den 4. 5. oktober forsamlede der sig tusinder af mennesker på hovedbanegården. Derved opstod der voldelige sammenstød mellem sikkerhedskræfterne og borgerne, som dels demonstrerede, dels forsøgte at komme med flugttogene. Den 8. oktober trak omkring 20.000 mennesker sig gennem Dresden og demonstrerede blandt andet for rejse og meningsfrihed. En stor del af dem blev på Prager Straße omringet. Spontant blev gruppen „Gruppe der 20“ dannet, som den næste dag overbragte demonstrationens fordringer til Dresdens overborgmester Wolfgang Berghofer. Næste dag fandt den første store Mandagsdemonstration sted i Leipzig, som også i de følgende uger ligeledes fandt sted i Dresden.

### Efter 1990
- 1990 Efter genforeningen 1990 blev mange bygninger med statsstøtte genopført eller restaureret og fredet.
- 2002 I august blev byen oversvømmet af en „Jahrhundertflut“. Store dele af byen blev oversvømmet. Elben opnåede en vandstand, der var højere end de store såkaldte oversvømmelser i 1784, 1799 og 1845.
- 2005 blev Frauenkirche færdig efter 10 års byggetid og genindviet den 29. oktober

### Befolkningsudvikling
- 1396 var befolkningstallet 3745.
- 1632 Pest
- 1852 var Dresden vokset til en storby med 100.000 indbyggere.
- 1850 havde Dresden 100.000 indbyggere, 1875 200.000 indb. og i 1905 ca. 500.000 indbyggere.
- 2014 havde byen ca. 536.000 indbyggere.

## Klima
| Vejr for Dresden                  | Vejr for Dresden | Vejr for Dresden | Vejr for Dresden | Vejr for Dresden | Vejr for Dresden | Vejr for Dresden | Vejr for Dresden | Vejr for Dresden | Vejr for Dresden | Vejr for Dresden | Vejr for Dresden | Vejr for Dresden | Vejr for Dresden |
|                                   | Jan              | Feb              | Mar              | Apr              | Maj              | Jun              | Jul              | Aug              | Sep              | Okt              | Nov              | Dec              | År               |
| --------------------------------- | ---------------- | ---------------- | ---------------- | ---------------- | ---------------- | ---------------- | ---------------- | ---------------- | ---------------- | ---------------- | ---------------- | ---------------- | ---------------- |
| Gennemsnitlig maks °C             | 2,7              | 3,9              | 8,3              | 13,7             | 18,9             | 21,5             | 24,2             | 23,8             | 18,9             | 13,6             | 7,2              | 3,5              | 13,4             |
| Gennemsnitlig min °C              | −2,4             | −1,9             | 1,2              | 4,4              | 8,9              | 11,9             | 14               | 13,9             | 10,5             | 6,5              | 2,1              | −1,2             | 5,7              |
| Gennemsnitlig nedbør mm           | 45               | 36               | 45               | 42               | 65               | 61               | 85               | 84               | 50               | 43               | 56               | 53               | 665              |
| Kilde (27. februar 2019): TurVejr |                  |                  |                  |                  |                  |                  |                  |                  |                  |                  |                  |                  |                  |

## Kultur
Dresden er en kunst- og kulturby med en høj international rang og var med på UNESCO's Verdensarvsliste fra 2004-2009, men blev frataget sin plads grundet nybygget bro. Byen har mange kostbare kunstsamlinger, berømte orkestre og mange kendte bygningsværker fra fortiden. Hvert år er der i byen mange kulturbegivenheder indenfor kunst, videnskab og teknik, som trækker gæster fra hele Tyskland og udlandet dertil. Skt. Benno-Gymnasium, der blev grundlagt i 1709 men nedlagt af nazistyret er atter genåbnet 1991 og flyttede 1996 ind i et futuristisk inspireret bygningskompleks tegnet af Behnisch Architekten fra Stuttgart.

### Teater og Opera
- Semperoper Semperoperaen i Dresden er et verdensberømt operahus bygget 1841 ved Elben. Det har som hof og statsopera i Sachsen lange traditioner. Dets orkester er Sächsische Staatskapelle Dresden et af de ældste og mest traditionsrige orkestre i verden. Det blev grundlagt 22. september 1548 af kurfyrst Moritz af Sachsen. Det er efter Det kongelige Kapel antagelig det orkester i verden, som længst har været i uafbrudt aktivitet.
- "Das Staatsschauspiel Dresden" driver „Schauspielhaus am Zwinger“ (das Große Haus) og dermed byens største teater. Andre teatre, som drives af "Theater des Staatsschauspiels", er „Schlosstheater am Theaterplatz“ og „Kleine Haus“. Endvidere ligger ved "am Theaterplatz", "der Theaterkahn" en scene på en flodbåd fortøjet ved Elben.
- "Dresdens Statsoperette", som trods sit navn ikke drives af byen Dresden, har endnu ikke sin egen bygning, men der er planer om at placere operetteteatret i en nybygning på Wiener Platz ved Hauptbahnhof (hovedbanegården).
- En af byens og Tysklands mest kendte kabaretter er Herkuleskeule grundlagt 1961. Se på tysk Herkuleskeule

Andre teatre i byen er:
- "Theater für moderne Formen", "Theater Junge Generation", (i samme bygning som det berømte dukketeater), "Das Societaetstheater", "die bühne", "Das Projekttheater", og teatret "Wechselbad".

### Musik
Foruden "Sächsische Staatskapelle" har Dresden det berømte orkester (tysk)Dresdner Philharmonie, der blev oprettet 1870
Andre orkestre i Dresden:
- "Dresdner Sinfoniker" grundlagt 1996 Orkestret spiller hovedsagelig nutidig musik
- "das ensemble courage", et kammermusikorkester

Kor
- Dresden har to berømte kor, "Der Dresdner Kreuzchor" og "Capella sanctae crucis", et drengekor, som er tilknyttet Kreuzkirche
- Dresdner Kammerchor er et internationalt kor, som har specialiseret i middelalder renaissance og barokmusik. Det arbejder hovedsagelig sammen med "Die Dresdner Philharmonie"

### Museer og gallerier
- Statens kunstsamlinger Dresden SKD er et berømt museum, som tiltrækker et internationalt publikum. Dresdner Schloss huser efter restaureringen igen den centrale del af kunstsamlingen.
- I nærheden på slottet Zwinger er der flere specialsamlinger med bl.a. Det berømte "Gemäldegalerie Alte Meister"
- "Grünes Gewölbe", som huser en repræsentativ samling af europæisk guldsmedekunst og finere håndværk.
- "Mathematisch-Physikalischer Salon", som indeholder matematiske og fysiske instrumenter fra barok- og oplysningstiden.
- Museet for saksisk folkekunst, Meissner porcelænssamlingen, dukketeatersamlingen og skulptursamlingen.

Andre museer i Dresden:
- Kunstgewerbemuseum (kunsthåndværkmuseet) i Schloss Pillnitz, Dukketeatersamlingen og skulptursamlingen. Alle på Schloss Pillnitz,
- Landesmuseum für Vorgeschichte Forhistorisk museum
- Staatliche Naturhistorische Sammlungen, Dresden Naturhistorisk museum
- Museum für Völkerkunde Dresden Etnologiske museum
- Universitätssammlung Kunst + Technik der Technischen Universität Dresden
- Verkehrsmuseum Dresden Trafikmuseet